# Stephen Welsh
Stephen Welsh, né le 19 janvier 2000 à Coatbridge, est un footballeur écossais qui évolue au poste de défenseur au Celtic FC.

## Biographie

### En club
Formé au Celtic Glasgow, il y fait ses débuts le 2 février 2020 lors d'une victoire 4-1 contre Hamilton, après avoir passé la première partie de saison en prêt au Greenock Morton FC.

### En sélection
Avec les moins de 17 ans, il participe au championnat d'Europe des moins de 17 ans en 2017. Lors de cette compétition organisée en Croatie, il officie comme titulaire et joue trois matchs. Avec un bilan d'une victoire, d'un nul et une défaite, l'Écosse ne parvient pas à dépasser le premier tour.
Il porte ensuite à plusieurs reprises le brassard de capitaine de la sélection des moins de 19 ans.

## Palmarès

### En club
| Celtic Glasgow - Championnat d'Écosse de football (3) - Champion en 2020, 2022 et 2023 |